# Discocerina painteri
Discocerina painteri är en tvåvingeart som först beskrevs av Cresson 1930.  Discocerina painteri ingår i släktet Discocerina och familjen vattenflugor. Inga underarter finns listade i Catalogue of Life.